# 喜怒哀楽 plus 愛
「喜怒哀楽 plus 愛」（きどあいらく プラス あい）は、木村カエラの17枚目（通算19作目）のシングル。

## 解説
前作「A winter fairy is melting a snowman」から8ヶ月ぶりとなる新曲で、2011年にリリースされた唯一のシングル。前作に引き続き、ASPARAGUSメンバーの渡邊忍がプロデュースを務めた。
初回生産盤には、抽選で「カエラ・ナイス扇子」があたる応募用チラシが封入。
本作の発売日である2011年8月3日には、出産後初のライブとなる『XYLISH presents Welcome Home Tour 2011』（横浜BLITZ）が開催されている。

## 収録曲
| #         | タイトル                             | 作詞       | 作曲      | 編曲      | 時間  |
| --------- | ------------------------------------ | ---------- | --------- | --------- | ----- |
| 1.        | 「喜怒哀楽 plus 愛」                 | 木村カエラ | 渡邊忍    | 渡邊忍    | 3:36  |
| 2.        | 「ホシノタネ」                       | 木村カエラ | 渡邊忍    | 渡邊忍    | 3:38  |
| 3.        | 「喜怒哀楽 plus 愛（Instrumental）」 |            |           |           | 3:36  |
| 4.        | 「ホシノタネ（Instrumental）」       |            |           |           | 3:38  |
| 合計時間: | 合計時間:                            | 合計時間:  | 合計時間: | 合計時間: | 14:28 |

## 楽曲解説
1. 喜怒哀楽 plus 愛
カネボウ化粧品「KATE」CMソング。
PVは、発売前の2011年7月6日からレーベルの公式サイトとYouTube上で公開された。このPVの撮影には、自己最長となる26時間を要したという[2]。
2. ホシノタネ
3. 喜怒哀楽 plus 愛（Instrumental）
4. ホシノタネ（Instrumental）

## 収録アルバム
- 8EIGHT8 (#1,2)